# Star Wars: Racer Arcade
Vous lisez un « bon article » labellisé en 2016.
Ne doit pas être confondu avec Star Wars Episode I : Racer.
Star Wars: Racer Arcade est un jeu vidéo de course futuriste édité par Sega en arcade en 2000. Inspiré de la séquence similaire tirée du film Star Wars, épisode I : La Menace fantôme, le jeu permet le pilotage de modules de course sur plusieurs circuits.
La borne est une réplique du module d'Anakin Skywalker visible dans le film, les contrôles sont également identiques à ceux de l'original, composés de deux leviers de commande. Le principe du jeu est de diriger un module dans le but de terminer la course en premier. Le jeu propose quatre courses, dont la dernière est une reproduction exacte de la course du film. Malgré une très grande similarité avec le jeu pour ordinateurs et consoles Star Wars Episode I: Racer, Racer Arcade est un jeu complètement différent et créé à partir de zéro par le studio Sega AM5 sur le système d'arcade Hikaru. La sortie de la borne est prévue pour le printemps 2000, mais des problèmes d'affichage retardent la sortie, qui est finalement effectuée à l'été 2000.
L'accueil critique de la borne par la presse spécialisée est unanimement positif. Tous les journalistes retrouvent les sensations de vitesse de la séquence du film et voient en tous points un jeu de bien meilleure qualité que la version de LucasArts, grâce à la qualité des graphismes et de la modélisation, à la disparition des bugs et des limitations techniques, à la fluidité du jeu, et au ludisme de l'ensemble du jeu.

## Trame

### Univers et contexte
Star Wars: Racer Arcade met en scène des courses de modules, inspirées de la séquence de course tirées du film Star Wars, épisode I : La Menace fantôme.
Depuis des générations, le circuit galactique de courses de modules fascine l'univers grâce à son mélange de dangers et de grande vitesse. Ce championnat truffé de voyous et de pilotes hors pair, est dominé par l'impitoyable et rusé Sebulba, qui est prêt à tout pour gagner. Les meilleurs pilotes de modules de la Bordure extérieure se réunissent sur différents circuits pour le défier et ainsi déterminer qui est le pilote le plus rapide de la galaxie.

### Niveaux et personnages
Le jeu propose quatre courses sur trois planètes différentes : Pixelito Challenge (« Le défi de Pixelito ») sur Malastare, Smuggler's Cove (« La crique du contrebandier ») sur Etti IV et Boonta Classic (« La classique de la Bounta ») et Bantha Tracks (« Les voies des Banthas ») sur Tatooine. Boonta Classic, le plus long des niveaux, est une reproduction de la course issue du film, alors que les trois autres niveaux sont des créations. Dans des décors très rocheux, Bantha Tracks est une version simplifiée et raccourcie de Boonta Classic. Smuggler's Cove comporte des successions de courbes et des parties immergées. Pixelito Challenge, tracé le plus compliqué, se déroule dans un univers montagneux et comporte de nombreux virages assez serrés.
Le joueur peut choisir entre quatre personnages issus du film : Anakin Skywalker, Sebulba, Gasgano et Ben Quadinaros, toutefois les deux derniers sont à débloquer en terminant respectivement au moins 700 courses et 50 du niveau expert. Les dix-huit pilotes présents sur la ligne de départ dans la course du film sont inclus dans le jeu, et chaque personnage pilote le même module que dans le film,,,.
Le jeu est parsemé de séquences cinématiques issues du film et d'écrans-titres comportant divers personnages également issus du film, mais non-joueurs, comme Jar Jar Binks, Jabba le Hutt, R2-D2, C-3PO, Watto ou Fode et Beed,.

## Système de jeu
Star Wars: Racer Arcade est un jeu de course futuriste en 3D, avec un système de jeu est similaire à celui du jeu Star Wars Episode I: Racer développé par LucasArts, sans pour autant être un portage de ce dernier,.

Interface du jeu Star Wars: Racer Arcade.

Chaque course utilise un système de point de contrôle, que le joueur doit atteindre dans un temps limité, sinon la course s'arrête. La course se joue en trois tours de circuit (quatre pour le mode expert) et les dégâts subits lors des collisions avec les adversaires ou contre les décors sont pris en compte. Un bouton permet de lancer un booster utilisable trois fois pendant une course. Si le joueur percute ou est percuté, une jauge se remplit, puis empêche le déclenchement du booster lorsqu'elle est pleine. Une période de dix secondes sans choc permet à la jauge de se vider et le module peut à nouveau se déplacer à sa vitesse maximale à l'aide du booster. Le système de contrôles est identique à celui visible dans le film, composé de deux leviers, permettant d'accélérer, tourner et ralentir, et d'une poignée de frein côté droit. Les leviers comportent un système de retour de force. Le joueur peut choisir entre deux types de vue : une vue à l'intérieur du module et une vue objective,,.
Deux modes de jeu sont disponibles : Normal mode qui permet le jeu en solo à douze participants, les autres sont alors dirigés par l’intelligence artificielle, et Match mode qui permet de jouer à quatre joueurs maximum en local en reliant plusieurs bornes. La difficulté des niveaux est croissante, les niveaux Bantha Tracks, Smuggler's Cove, Pixelito Challenge et Boonta Classic sont respectivement de difficulté facile, normal, difficile et expert. Le jeu propose quatre véhicules offrant chacun des performances diverses : le module d'Anakin Skywalker offre des qualités standard, celui de Sebulba possède des qualités d'accélération, celui de Ben Quadinaros possède un booster puissant, et celui de Gasgano excelle en maniabilité. Le jeu possède un système de mot de passe qui permet de sauvegarder les high score sur Internet,,,.

## Développement
Sega, en mal de nouveautés, obtient les droits pour développer un jeu sur la licence du film La Menace fantôme. Star Wars: Racer Arcade, développé par le studio interne Sega AM5, est dévoilé pour la première fois au JAMMA Show de 1999, mais Sega ne présente qu'une vidéo non-jouable,. Une nouvelle vidéo non-jouable diffusée sur un grand écran est présentée lors de l'ATEI du 25 au 27 janvier 2000 à Londres,. Même si la création de la borne dans l'univers Star Wars est connue depuis longtemps, l'annonce officielle du partenariat entre Sega et LucasArts survient le 31 janvier 2000, mais l'accord ne concerne que le secteur arcade. Sega AM5 est obligé de proposer une version fonctionnelle tant bien que mal, à l'approche de la présentation officielle de la borne prévue lors de l'AOU Show fin février 2000 : le jeu présenté n'est terminé qu'à 70 % et manque encore de beaucoup d'effets spéciaux, comme les mouvements des vagues de la mer. La sortie de la borne est prévue pour début avril 2000. Les visuels et les sons proviennent du film, et la reproduction des personnages et des véhicules a été effectuée avec le contrôle des unités de production de la société Lucasfilm. Sega signale avoir délibérément limité la qualité des graphismes afin de permettre une expérience de jeu fluide et ultra-rapide. La borne n'est toujours pas sortie au mois d'avril 2000, et annoncée pour l'été 2000. Le studio de développement responsable du jeu est renommé Sega Rosso en avril 2000. Dans son numéro 87 publié début août 2000, le magazine Edge relate que la sortie de la borne, retardée par des problèmes d'affichage, doit alors être effective au Japon et dans son numéro 89, Kenji Sasaki, directeur de Sega Rosso, déclare dans une interview que malgré la commercialisation de la borne depuis plusieurs semaines, l'équipe chargée du jeu est encore active pour des raisons de recherches techniques,.

## Aspect technique

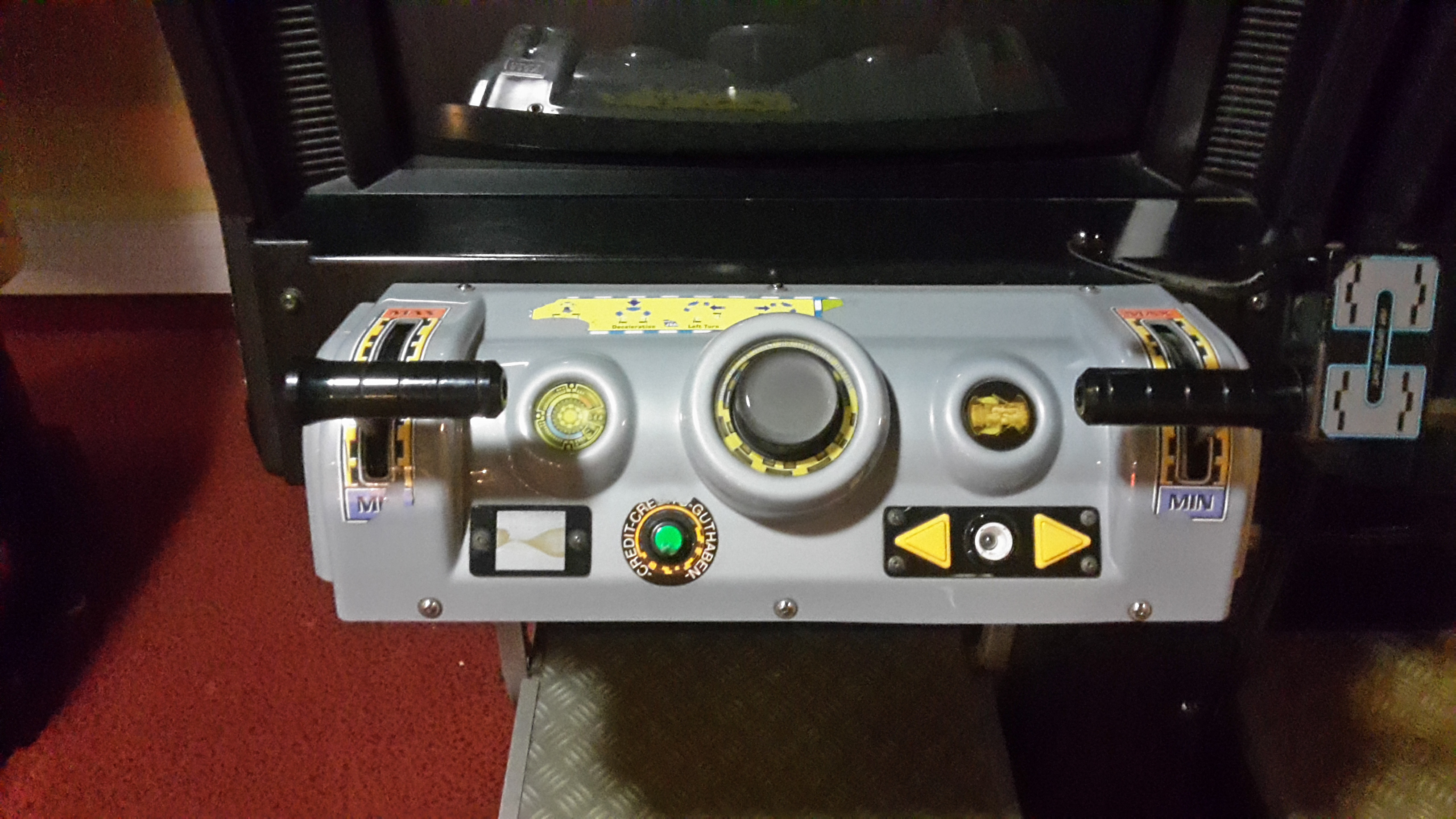
Le système de contrôle à deux leviers imite les commandes du module de course visible dans le film Star Wars, épisode I : La Menace fantôme dont le jeu s'inspire.

Star Wars: Racer Arcade utilise le système d'arcade Hikaru développé et créé par Sega, un système couteux et difficile à coder, qui propose 50 % de puissance en plus qu'un système comme le Naomi,. La borne est commercialisée en trois versions : Deluxe, MiniDeluxe et Twin. La version Deluxe comporte un rétroprojecteur de 50 pouces alors que la version MiniDeluxe utilise un écran cathodique de taille plus réduite. La borne d'arcade imite le design du module de course d'Anakin Skywalker inclus dans le film et les commandes sont également identiques.

## Accueil
L'accueil de la borne est très positif, les critiques estiment globalement que le jeu est bien meilleur que son homologue développé et édité par LucasArts, Star Wars Episode I: Racer. Le magazine Edge trouve que Sega a adapté la partie du film la plus exaltante et que le choix était évident. Le gameplay procure des sensations pures d'adrénaline,. Si Episode I : Racer, qui propose un système de jeu similaire à Racer Arcade, réussit assez bien à capturer l’énergie de la course de module du film La Menace fantôme, la borne cockpit dédiée en fait une expérience encore plus immersive. Pour le site web spécialisé dans l'arcade Arcade Heroes, Sega accouche finalement d'un jeu d’arcade fun. Pour Consoles +, Star Wars: Racer Arcade est « peut-être le seul titre valable d'un AOU Show 2000 des plus tristes ».
Selon Consoles +, outre ses graphismes, l'avantage du jeu est son système de contrôles à deux mains très précis procurant un plaisir total. Le journalise reconnait le savoir-faire du studio interne Sega AM5, qui a déjà développé des jeux de course en 3D. Pour lui, la version arcade « pulvérise » le jeu développé par LucasArts sur console de jeux et qualifie certaines séquences cinématiques de magnifiques. Pour le journaliste Ravi Hiranand du site web GameSpot, l'impression de vitesse n'est pas tout le temps exceptionnelle à cause de certaines parties très larges des niveaux, mais signale que le booster permet d'atteindre la vitesse élevée de 1 200 km/h, ce qui fait défiler le décor à une vitesse folle. D'après le journaliste leobiwan du site web Jeuxvideo.com, l'impression de vitesse est idéalement retranscrite. La reproduction à l'identique de la course issue du film et la possibilité de choisir son module sont « époustouflantes ». Les effets de lumière « éclatent à l'écran » et les sons sont de la meilleure qualité possible. Colin Williamson, journaliste au site web IGN (section Dreamcast), apprécie le jeu de LucasArts édité sur Nintendo 64 l’année précédant la sortie de Racer Arcade, notamment sa sensation de vitesse intacte et son système de commande acceptable, mais après avoir joué à la borne d’arcade, il ne voit plus le jeu de la même façon. Il relève les contrôles identiques à ceux dans le film, en lieu et place des deux simples boutons accélérer et freiner, et estime que tous les niveaux et modules ont été plus finement modélisés, avec des textures de meilleure qualité et un framerate ne descendant jamais en dessous de 60 fps. Le brouillard de fond et les problèmes graphiques ont disparu et le jeu brille par ses effets spéciaux impressionnants. Pour lui, Racer Arcade prend les meilleurs niveaux de la version N64 et les améliore « à la folie ». Le résultat général est « impressionnant », mais Williamson regrette que la version arcade ne soit pas portée sur Dreamcast, au profit de la version de LucasArts. Le magazine Edge relève les mêmes points que Williamson en comparaison de la version de LucasArts, des niveaux avec des graphismes plus riches et de meilleures textures, un framerate toujours au-dessus de 60 fps, la disparition du brouillard de fond et des bugs graphiques, et des véhicules mieux réalisés. Les niveaux déjà présents sur la version Nintendo 64 sont tous améliorés graphiquement. Selon lui, la sensation de vitesse ne peut être améliorée que grâce à de superbes graphismes. Martyn Carroll, journaliste pour le site web Eurogamer, qualifie Racer Arcade de grand, bruyant et brillamment exagéré avec son écran de 50 pouces et sa borne identique au module dans le film. Le système de commande imite habilement celui présent dans le module du film. Mais selon lui, le point fort est la possibilité de relier plusieurs bornes pour jouer en multijoueur, jusqu'à quatre participants.

## Postérité
Pour le journaliste Martyn Carroll du site web Eurogamer, les chances de retrouver à nouveau un jeu comme Star Wars: Racer Arcade dans les salles d'arcade en 2012 sont minces, il serait donc bien de voir apparaître le jeu sur le Xbox Live Arcade ou le PlayStation Network. Cependant, il estime qu'il y aurait trop de problèmes à réaliser le portage. En 2015, Chris Scullion du site web Redbull.com place Racer Arcade dans un classement des meilleurs jeux de course arcade de l’histoire. En janvier 2016, Lewis Packwood du site web Kotaku dresse une liste classant 70 jeux vidéo Star Wars du moins bon au meilleur et positionne Racer Arcade à la 41e place.